# Bothriophryne acaciae
Bothriophryne acaciae är en stekelart som först beskrevs av Jean Risbec 1951.  Bothriophryne acaciae ingår i släktet Bothriophryne och familjen sköldlussteklar. Inga underarter finns listade.